# Coupe d'Italie de rugby à XV 2019-2020
Navigation
Trofeo Eccellenza 2018-2019 Coppa Italia 2020-2021
La Coupe d'Italie de rugby à XV 2019-2020 oppose les équipes italiennes du Championnat d'Italie de rugby à XV, moins celles qui participent aux qualifications de l'European Rugby Challenge Cup 2019-2020. Cette compétition a été remodelée par la Fédération italienne de rugby à XV pour permettre aux clubs ne disputant pas l'European Rugby Challenge Cup de rester en activité. Ce mini-championnat est composé de deux groupes de deux et trois équipes dont les vainqueurs s'opposent lors d'une finale.

## Participants
| Poule A - ASD Rugby Lyons - Valorugby Emilia - Rugby Viadana 1970 | Poule B - Rugby Colorno 1975 - Rugby Club I Medicei - Rovigo | Poule C - Mogliano Rugby - Petrarca Padoue - San Donà | Poule D - Fiamme Oro Roma - Lazio |  |

## Poule A

### Classement
| Rang | Club           | J | V | N | D | Bo | Bd | Pm | Pe | Diff | Pts |
| ---- | -------------- | - | - | - | - | -- | -- | -- | -- | ---- | --- |
| 1    | Rugby Viadana  | 2 | 2 | 0 | 0 | 2  | 0  | 72 | 26 | +46  | 10  |
| 2    | Reggio         | 2 | 1 | 0 | 1 | 1  | 0  | 70 | 46 | +24  | 5   |
| 3    | Lyons Piacenza | 2 | 0 | 0 | 2 | 0  | 0  | 18 | 85 | -67  | 0   |

|  | Qualifié pour la finale (no 1) |

### Détails des matchs
| 28 septembre 2019 | Viadana | 34 - 23 | Reggio Emilia |  |
| 28 septembre 2019 |         |         |               |  |
| 28 septembre 2019 |         |         |               |  |

| 5 octobre 2019 | Reggio Emilia | 47 - 12 | Rugby Lyons Piacenza |  |
| 5 octobre 2019 |               |         |                      |  |
| 5 octobre 2019 |               |         |                      |  |

| 16 novembre 2019 | Rugby Lyons Piacenza | 3 - 38 | Viadana |  |
| 16 novembre 2019 |                      |        |         |  |
| 16 novembre 2019 |                      |        |         |  |

## Poule B

### Classement
| Rang | Club                 | J | V | N | D | Bo | Bd | Pm | Pe | Diff | Pts |
| ---- | -------------------- | - | - | - | - | -- | -- | -- | -- | ---- | --- |
| 1    | Rugby Rovigo         | 2 | 2 | 0 | 0 | 1  | 0  | 75 | 40 | +35  | 9   |
| 2    | Rugby Colorno        | 2 | 1 | 0 | 1 | 0  | 0  | 36 | 60 | -24  | 4   |
| 3    | Rugby Club I Medicei | 2 | 0 | 0 | 2 | 1  | 0  | 39 | 48 | -9   | 1   |

|  | Qualifié pour les demi-finales (no 1) |

### Détails des matchs
| 28 septembre 2019 | I Medicei | 23 - 31 | Rovigo |  |
| 28 septembre 2019 |           |         |        |  |
| 28 septembre 2019 |           |         |        |  |

| 5 octobre 2019 | Rovigo | 44 - 17 | Rugby Colorno |  |
| 5 octobre 2019 |        |         |               |  |
| 5 octobre 2019 |        |         |               |  |

| 16 novembre 2019 | Rugby Colorno | 17 - 16 | I Medicei |  |
| 16 novembre 2019 |               |         |           |  |
| 16 novembre 2019 |               |         |           |  |

## Poule C

### Classement
| Rang | Club            | J | V | N | D | Bo | Bd | Pm | Pe | Diff | Pts |
| ---- | --------------- | - | - | - | - | -- | -- | -- | -- | ---- | --- |
| 1    | Petrarca Padoue | 2 | 2 | 0 | 0 | 2  | 0  | 91 | 16 | +75  | 10  |
| 2    | San Donà        | 2 | 1 | 0 | 1 | 1  | 0  | 32 | 48 | -16  | 5   |
| 3    | Mogliano SSD    | 2 | 0 | 0 | 2 | 0  | 0  | 17 | 76 | -59  | 0   |

|  | Qualifié pour les demi-finales (no 1) |

### Détails des matchs
| 28 septembre 2019 | San Donà | 6 - 41 | Petrarca Padova |  |
| 28 septembre 2019 |          |        |                 |  |
| 28 septembre 2019 |          |        |                 |  |

| 5 octobre 2019 | Petrarca Padova | 50 - 10 | Mogliano |  |
| 5 octobre 2019 |                 |         |          |  |
| 5 octobre 2019 |                 |         |          |  |

| 16 novembre 2019 | Mogliano | 7 - 26 | San Donà |  |
| 16 novembre 2019 |          |        |          |  |
| 16 novembre 2019 |          |        |          |  |

## Poule D

### Classement
| Rang | Club       | J | V | N | D | Bo | Bd | Pm | Pe | Diff | Pts |
| ---- | ---------- | - | - | - | - | -- | -- | -- | -- | ---- | --- |
| 1    | Fiamme Oro | 2 | 2 | 0 | 0 | 2  | 0  | 55 | 36 | +19  | 10  |
| 2    | SS Lazio   | 2 | 0 | 0 | 2 | 1  | 0  | 36 | 55 | -19  | 1   |

|  | Qualifié pour les demi-finales (no 1) |

### Détails des matchs
| 28 septembre 2019 | Lazio | 21 - 27 | Fiamme Oro Roma |  |
| 28 septembre 2019 |       |         |                 |  |
| 28 septembre 2019 |       |         |                 |  |

| 5 octobre 2019 | Fiamme Oro Roma | 28 - 15 | Lazio |  |
| 5 octobre 2019 |                 |         |       |  |
| 5 octobre 2019 |                 |         |       |  |

### Phase finale
|  | Demi-finales                        | Demi-finales                        |        |         | Finale          | Finale          |
|  | Demi-finales                        | Demi-finales                        |        |         | Finale          | Finale          |
|  |                                     |                                     |        |         |                 |                 |
|  | 7 décembre 2019 et 14 décembre 2019 | 7 décembre 2019 et 14 décembre 2019 |        |         | 18 janvier 2020 | 18 janvier 2020 |
|  | 7 décembre 2019 et 14 décembre 2019 | 7 décembre 2019 et 14 décembre 2019 |        |         | 18 janvier 2020 | 18 janvier 2020 |
|  | Rovigo                              | 41 \| 5                             |        |         | 18 janvier 2020 | 18 janvier 2020 |
|  | Rovigo                              | 41 \| 5                             |        |         | 18 janvier 2020 | 18 janvier 2020 |
|  | Viadana                             | 10 \| 17                            |        |         | 18 janvier 2020 | 18 janvier 2020 |
|  | Viadana                             | 10 \| 17                            | Rovigo | 10      |                 |                 |
|  | 7 décembre 2019 et 14 décembre 2019 |                                     | Rovigo | 10      |                 |                 |
|  |                                     | Petrarca Padoue                     | 3      |         |                 |                 |
|  | Petrarca Padoue                     | Petrarca Padoue                     | 3      | 34\| 18 |                 |                 |
|  | Petrarca Padoue                     |                                     |        | 34\| 18 |                 |                 |
|  | Fiamme Oro Roma                     | 20 \| 12                            |        |         |                 |                 |
|  | Fiamme Oro Roma                     | 20 \| 12                            |        |         |                 |                 |

## Finale
| 18 janvier 2020 | Rovigo                                                                           | 10 - 3, | Petrarca Padova          | Stade Mario-Battaglini, Rovigo Arbitre : M. Bottino |
| 18 janvier 2020 | Essai(s) : 1 essai Transformation(s) : 1 transformation Pénalité(s) : 1 pénalité |         | Pénalité(s) : 1 pénalité | Stade Mario-Battaglini, Rovigo Arbitre : M. Bottino |
| 18 janvier 2020 |                                                                                  |         |                          | Stade Mario-Battaglini, Rovigo Arbitre : M. Bottino |